# Psiloderces albostictus
Psiloderces albostictus is een spinnensoort uit de familie Psilodercidae. De soort komt voor in Thailand.